# طرق (مشهد)
طرق نام شهرکی در حاشیهٔ شهر مشهد در استان خراسان رضوی ایران است. این شهرک در شهرستان مشهد قرار دارد و بر اساس سرشماری مرکز آمار ایران در سال ۱۳۸۵، جمعیت آن ۲۳٬۴۹۱ نفر (۵٬۹۴۳ خانوار) بوده است.